# Franz Petermann
Franz Petermann (* 28. September 1953 in Weinheim/Bergstraße, Landkreis Mannheim; † 1. August 2019 in Bremen) war ein deutscher Psychologe. Er war Professor für Klinische Psychologie an der Universität Bremen und arbeitete auf den Gebieten der Klinischen Psychologie und Psychologischen Diagnostik sowie der Entwicklungspsychologie und Rehabilitationspsychologie.

## Leben
Franz Petermann studierte von 1972 bis 1975 Mathematik und Psychologie an der Ruprecht-Karls-Universität Heidelberg. 1977 wurde er an der Rheinischen Friedrich-Wilhelms-Universität Bonn zum Dr. phil. promoviert. Von 1975 bis 1980 arbeitete er als wissenschaftlicher Mitarbeiter am Psychologischen Institut der Universität Heidelberg (bis 1976) und der Universität Bonn (1976 bis 1980). 
1980/1981 lehrte er als Professor an der TU Berlin, von 1982 bis 1985 an der RWTH Aachen und 1985 bis 1991 wiederum an der Universität Bonn. In den 1980er und Anfang der 1990er Jahre begründete er im deutschen Sprachraum das Fach Klinische Kinderpsychologie. 1991 übernahm er den neu geschaffenen Lehrstuhl für Klinische Psychologie und Diagnostik an der Universität Bremen.
Er gründete gemeinsam mit Vertretern der Medizinischen Hochschule Hannover den Rehabilitationswissenschaftlichen Forschungsverbund Niedersachsen-Bremen und leitete diesen seit 1998.
Zusammen mit seiner Ehefrau, der Kinderpsychologin Ulrike Petermann, baute er 2008 eine Ambulanz für Kinder und Jugendliche auf, um schwerpunktmäßig auf dem Gebiet der Angststörungen und depressiven Störungen zu forschen und zu arbeiten.
Petermann war Vorstandsmitglied der Deutschen Gesellschaft für Psychologie (2008–2010) und Kongresspräsident 2010. Seit dem 1. Dezember 2016 leitete Petermann gemeinsam mit Olaf Köller den BMBF-Forschungsverbund BRISE (Bremer Initiative zur Stärkung frühkindlicher Entwicklung).

## Wirken
1995 gründete er das interdisziplinäre Zentrum für Klinische Psychologie und Rehabilitation (ZKPR), das er seitdem als Direktor leitete. Er und seine Mitarbeiter engagierten sich auf dem Gebiet der Entwicklung und Evaluation von Trainingsverfahren sowie psychologischen Testverfahren für Kinder, Jugendliche und Eltern. Unter seiner Federführung sind zahlreiche Interventions- und Testverfahren entstanden, die fortlaufend evaluiert und optimiert werden. Bekannt sind Gewaltpräventionsprogramme im Bereich der Aggressionsbehandlung, zum Beispiel Training mit Jugendlichen, und Training mit aggressiven Kindern, die in mehrere Sprachen übersetzt wurden. Veröffentlichungen des ZKPR erscheinen in der Zeitschrift Kindheit und Entwicklung, die von Gerhard Neuhäuser, Franz Petermann und Martin H. Schmidt 1992 gegründet wurde.
Petermanns ursprünglich gemeinsam mit Schmidt und Döpfner verfassten Ratgeber aggressives und oppositionelles Verhalten bei Kindern – inzwischen mit neuer Mitautorin in dritter Auflage erschienen – nannte die Psychoanalytikerin Ann Kathrin Scheerer einen „schmalbrüstigen“ Ratgeber, der „eine bestürzende Ähnlichkeit mit den Empfehlungen von Johanna Haarer in ihrem nationalsozialistischen Standardwerk ‚Die Mutter und ihr erstes Kind‘ von 1938“ zu erkennen gebe.
Petermann war auf dem Gebiet der psychologischen Testentwicklung tätig. Auf der Basis des Intelligenzkonzepts von David Wechsler war er ab 2007 an der Weiterentwicklung des Hamburg-Wechsler-Intelligenztests für Kinder (HAWIK-IV), der Wechsler Intelligence Scale for Children (WISC-IV), der Wechsler Memory Scale (WMS-IV), der Wechsler Nonverbal Scale of Ability (WNV) sowie dem Entwicklungstest sechs Monate bis sechs Jahre (ET 6-6) beteiligt. Ein wesentliches Ziel besteht darin, diagnostische Erhebungsverfahren für die Praxis nutzbar zu machen (z. B. im Rahmen der Entwicklungsbeobachtung von Kindern, EBD 3-48).

## Schriften
- mit U. Petermann: Training mit aggressiven Kindern. 13. Auflage. Beltz, Weinheim 2012, ISBN 978-3-621-27817-1. (bulgarische, englische, kroatische, rumänische Übersetzungen)
- als Hrsg.: Einzelfallanalyse. 3. Auflage. de Gruyter, Berlin, 2015, ISBN 978-3-486-23526-5.
- mit R. S. Jäger (Hrsg.): Psychologische Diagnostik  – ein Lehrbuch. 4. Auflage. Beltz, Weinheim 1999, ISBN 3-621-27459-6.
- Einzelfalldiagnostik in der klinischen Praxis. 3. Auflage. Beltz, Weinheim 1996, ISBN 3-621-27316-6.
- mit U. Petermann: Training mit sozial unsicheren Kindern. 10. Auflage. Beltz, Weinheim 2015, ISBN 978-3-621-28245-1. (holländische Übersetzung)
- Psychologie des Vertrauens. 4. Auflage. Hogrefe, Göttingen 2013, ISBN 978-3-8017-2415-3. (spanische Übersetzung)
- mit U. Petermann: Training mit Jugendlichen. Förderung von Arbeits- und Sozialverhalten. 10. Auflage. Hogrefe, Göttingen 2017, ISBN 978-3-8017-2814-4. (kroatische Übersetzung)
- mit D. Vaitl: Entspannungsverfahren. 5. Auflage. Beltz. Weinheim 2014, ISBN 978-3-621-28125-6.
- als Hrsg.: Lehrbuch der Klinischen Kinderpsychologie. 7. Auflage. Hogrefe, Göttingen 2013, ISBN 978-3-8017-2447-4.
- mit J. M. Müller: Clinical Psychology and Single-case Evidence. Wiley, New York / Chichester 2001, ISBN 0-471-49156-X. (deutsche, ungarische Übersetzung)
- mit M. Kusch und K. Niebank: Entwicklungspsychopathologie. Beltz, Weinheim 1999, ISBN 3-621-27288-7.
- Wechsler Preschool and Primary Scale – Third edition (WPPSI-III, deutsche Version). 2. Auflage. Pearson Assessment, Frankfurt 2011.
- Movement – ABC 2. 4. Auflage. Pearson Assessment, Frankfurt 2015.
- mit T. Macha: Entwicklungstest sechs Monate bis sechs Jahre (ET 6-6-R). 2. Auflage. Pearson Assessment, Frankfurt. (türkische Übersetzung)
- mit U. Koglin und U. Petermann: Entwicklungsbeobachtung und -dokumentation (EBD 3-48 Monate). 7., veränderte Auflage. Cornelsen, Berlin, ISBN 978-3-589-15957-4. (russische Übersetzung)